# کاران-یلگا (شهرستان چیشمینسکی، باشقیرستان)
کاران-یلگا (انگلیسی: Karan-Yelga, Chishminsky District, Republic of Bashkortostan) یک شهرک در شهرستان چیشمینسکی در استان باشقیرستان کشور روسیه است.